# Riba-roja de Túria
Riba-roja de Túria è un comune spagnolo di 14 209 abitanti situato nella comunità autonoma Valenciana.